# Decaspermum belense
Decaspermum belense är en myrtenväxtart som beskrevs av Elmer Drew Merrill och Lily May Perry. Decaspermum belense ingår i släktet Decaspermum och familjen myrtenväxter. Inga underarter finns listade i Catalogue of Life.